# Katsuaki Endo
Katsuaki Endo (13 febbraio 1997) è un lottatore giapponese, specializzato nella lotta greco romana.

## Palmarès
- Campionati asiatici

Ulaanbaatar 2022: bronzo nei 67 kg.